# Joseph Pain
Joseph Marie Pain, né à Paris le 4 août 1773 et mort dans l'ancien 1er arrondissement de Paris le 28 novembre 1830, est un auteur dramatique, poète et essayiste français.

## Biographie
Membre de la Société du Caveau, censeur et chef de bureau à la Préfecture de la Seine sous la Restauration, rédacteur du journal Le Drapeau blanc, connu pour être un des pionniers du vaudevillisme, ses pièces, dont certaines ont obtenu un important succès, ont été représentées sur les plus grandes scènes parisiennes du XIXe siècle : Théâtre du Vaudeville, Théâtre du Gymnase-Dramatique, Théâtre des Variétés, etc.

## Œuvres

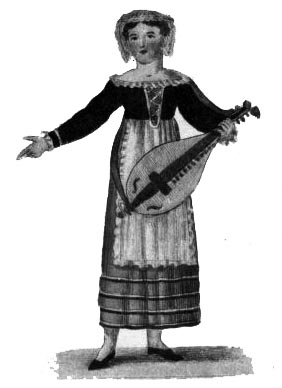
Elise Lindström dans une adaptation suédoise de Fanchon la vielleuse.

- Saint-Far, ou la Délicatesse de l'amour, comédie en 1 acte, en vers, 1792
- Les Chouans, ou la Républicaine de Malestroit, avec François-Marie-Joseph Riou, 1794
- Le Naufrage au port, comédie en 1 acte, mêlée de vaudevilles, 1794
- Le Roi de pique, comédie en 1 acte et en vers, 1798
- L'Appartement à louer, comédie épisodique mêlée de vaudevilles, 1798
- Le Connaisseur, comédie en 1 acte, mêlée de vaudevilles, 1799
- La Marchande de plaisir, vaudeville en 1 acte, 1799
- Florian, comédie en 1 acte, en prose, mêlée de vaudevilles, avec Bouilly, 1800
- Téniers, comédie en 1 acte et en prose, mêlée de vaudevilles, avec Bouilly, 1800
- Allez voir Dominique, comédie en 1 acte, mêlée de vaudevilles, 1801
- Berquin, ou l'Ami des enfans, comédie en 1 acte, en prose, mêlée de vaudevilles, avec Jean-Nicolas Bouilly, 1802
- Le Méléagre champenois, ou la Chasse interrompue, folie-vaudeville en 1 acte, 1802
- Le Procès, ou la Bibliothèque de Patru, comédie en 1 acte, en prose, mêlée de vaudevilles, 1802
- Fanchon la vielleuse, comédie en 3 actes, mêlée de vaudeville, avec Bouilly, 1803
- Théophile, ou les Deux Poètes, comédie en 1 acte et en prose, mêlée de vaudevilles, avec Théophile Marion Dumersan, 1804
- La Belle Marie, comédie-anecdote en 1 acte, mêlée de vaudevilles, avec Dumersan, 1805
- Le Portrait du duc, comédie en 3 actes et en prose, avec Ludwig Benedict Franz von Bilderbeck, 1805
- Brutal, ou Il vaut mieux tard que jamais, vaudeville en 1 acte et en prose, parodie d'Uthal", avec Pierre-Ange Vieillard, 1806
- Point d'adversaire, opéra-comique en 1 acte, 1806
- Amour et Mystère, ou Lequel est mon cousin ?, comédie en 1 acte, mêlée de vaudevilles, 1807
- Laurette, Opéra en un acte, musique de Stanislas Champein, 1807
- La Chaumière moscovite, vaudeville anecdote en 1 acte, avec Dumersan, 1808
- Rien de trop, comédie en 1 acte, en prose, mêlée de vaudevilles, 1808
- Benoît ou le Pauvre de Notre Dame, comédie-anecdote en 2 actes et en prose, mêlée de vaudevilles, avec Dumersan, 1809
- Le Roi et le Pèlerin, comédie en 2 actes et en prose, mêlée de vaudevilles, avec Dumersan, 1809
- Le Manuscrit déchiré, bagatelle en un acte, en prose, 1809
- Le Père d'occasion, comédie en 1 acte, avec Vieillard, 1810
- La Vieillesse de Piron, comédie en 1 acte, en prose, mêlée de vaudevilles, avec Bouilly, 1810
- L'Homme de quarante ans, ou Le Rôle de comédie, comédie en 1 acte, mêlée de vaudevilles, 1810
- Encore une partie de chasse, ou le Tableau d'histoire, comédie-anecdote en 1 acte, en vers, avec Dumersan, 1810
- Deux pour un, comédie en 1 acte mêlée de vaudevilles, avec Henri Dupin, 1810
- Rien de trop ou les Deux Paravents, opéra comique en 1 acte, musique de François-Adrien Boïeldieu, 1810
- Le Dîner d'emprunt, ou les Lettres de Carnaval, vaudeville en 1 acte, avec Dupin, 1811
- Les Mines de Beaujonc, ou Ils sont sauvés, fait historique en 3 actes, mêlés de couplets, avec Dumersan, 1812
- Les Rêveurs éveillés, parade magnétique en 1 acte, mêlée de vaudevilles, avec Vieillard, 1813
- Le Revenant, ou l'Héritage, comédie-vaudeville en 1 acte, en prose, avec Dupin, 1816
- La Statue de Henri IV, ou la Fête du Pont-Neuf, tableau grivois en 1 acte, avec René de Chazet, Marc-Antoine Désaugiers et Michel-Joseph Gentil de Chavagnac, 1818
- Voyage au hasard, 1819
- Poésies de M. Joseph Pain, 1820
- Jenny la bouquetière, opéra-comique, avec Bouilly, 1823
- Le Bonhomme, comédie en 1 acte, mêlée de couplets, avec Pierre-Frédéric-Adolphe Carmouche et Antoine Jean-Baptiste Simonnin, 1826
- Nouveaux tableaux de Paris, ou Observations sur les mœurs et usages des Parisiens au commencement du XIXe siècle, 2 vols, 1828
- Adieux à l'Aveyron, in Poésies aveyronnaises de Adrien de Séguret, 1844